# Kaido Külaots
Kaido Külaots (nascut el 28 de febrer de 1976), és un jugador d'escacs estonià que té el títol de Gran Mestre des de 2001.
A la llista d'Elo de la FIDE de l'agost del 2020, hi tenia un Elo de 2529 punts, cosa que en feia el jugador número 1 (en actiu) d'Estònia. El seu màxim Elo va ser de 2609 punts, a la llista de juliol de 2011 (posició 209 al rànquing mundial).

## Resultats destacats en competició
Külaots ha guanyat el campionat d'escacs d'Estònia els anys 1999, 2001, 2002, 2003, 2008, 2009, 2010, 2014, i 2020 i ha jugat, representant Estònia, a les olimpíades d'escacs de 1998, 2000, 2002, 2004, 2006, 2008 i 2010.
El 2003, empatà als llocs 1r-2n amb Ievgueni Alekséiev a Khàrkiv i amb Vladislav Nevednichy a Paks,
El 2004 empatà als llocs 1r–6è amb Ievgueni Naier, Artiom Timoféiev, Zoltan Gyimesi, Serguei Grigoriants i Oleg Kornéiev a l'obert d'escacs de Cappelle-la-Grande, i empatà als llocs 1r–2n amb Artjom Smirnov al Festival d'escacs Paul Keres a Tallinn,
El 2005 fou 2n rere Serguei Tiviàkov i per davant d'Oleg Kornéiev al torneig Gausdal Classics,
El 2008 fou 1r a l'obert Cor de Finlàndia a Jyvaeskylae, i empatà als llocs 1r-3r amb Robert Ruck i Gabor Papp al 1r Memorial Gedeon Barcza,
El 2010 empatà als llocs 3r–6è amb Sarunas Sulskis, Tiger Hillarp Persson i Hans Tikkanen a Borup, i va guanyar el 1r Festival Yvette.
El febrer del 2016 fou 2-8è (vuitè en el desempat) del 32è Obert Cappelle-la-Grande amb 7 punts de 9, els mateixos punts que Eduardo Iturrizaga, Christian Bauer, Mhamal Anurag, Andrey Vovk, Krishnan Sasikiran, Artur Iussúpov i Krishnan Sasikiran (el campió fou Gata Kamsky). El 2020 guanyà per 9è cop en la seva carrera el Campionat d'Estònia.